# Kate Grigorieva
Yekaterina Sergeyevna Grigorieva (15 de septiembre de 1988), conocida como Kate Grigorieva, es una modelo rusa. Fue ángel de Victoria's Secret de 2015 a 2016.

## Carrera
Grigorieva participó en el casting Miss Russia 2010, pero no se clasificó. Dos años más tarde, lo volvió a intentar en el Miss Russia 2012, donde representó a Murmansk Oblast y se posicionó entre las 10 primeras finalistas. Más tarde en 2012, se apuntó a Top Model po-russki, la adaptación rusa de America's Next Top Model, junto a su hermana Valentina, donde quedó segunda, superada por Yulia Farkhutdinova, con su hermana quedando tercera. Fue contratada por la agencia ZMGROUP.
Después de aparecer en Top Model po-russki, la agencia The Lion mostró su interés en contratarla. Esto llevó a Grigorieva a debutar en la pasarela de la New York Fashion Week en 2014, abriendo para Donna Karan donde también desfiló para Shiatzy Chen, Oscar de la Renta, Tory Burch y Ralph Lauren. Fue elegida en models.com como una nuevas con más potencial en la temporada otoño/invierno 2014, y desde entonces ha desfilado para Givenchy, Versace, Gucci, Dolce & Gabbana, Céline, Isabel Marant, Nina Ricci, Elie Saab, Roberto Cavalli, Alexander McQueen, Balmain, Giambattista Valli, Emanuel Ungaro, Moschino, Etro, Missoni, Emilio Pucci y otros. Ha abierto los desfiles de la temporada primavera/verano 2015 de DSquared2 y Stella McCartney. Ha participado en campañas de Missoni, H&M, Moncler Gamme Rouge dirigido por Steven Meisel y Versace. Ha aparecido en catálogos de Victoria's Secret, y también ha protagonizado catálogos de Vogue, Contributor, i-D, Pop, y Numéro.
El 2 de diciembre de 2014, Grigorieva debutó en el Victoria's Secret Fashion Show 2014 junto con la modelo Miss Rusia, Irina Sharipova. En abril de 2015, fue anunciada como uno de las nuevos ángeles de Victoria's Secret junto a Lais Ribeiro, Romee Strijd, Monika Jagaciak, Jasmine Tookes, Martha Hunt, Sara Sampaio, Stella Maxwell, Taylor Marie Hill y Elsa Hosk. En julio de 2015, apareció en el comercial de TV, Body by Victoria.
En octubre de 2015, Grigorieva fue descrita en Cosmopolitan como una de las concursantes de "Top model" más exitosas.
Era previsto que desfilara en el Victoria's Secret Fashion Show 2017, pero días antes del show, su visa para viajar a China fue rechazada, junto a la de otras modelos, lo que le impidió desfilar.

## Vida personal
En mayo de 2020 le dio la bienvenida a su primer hijo, una niña, con el futbolista Anton Shunin.